# Princeton (Carolina del Sud)
Princeton és una concentració de població designada pel cens dels Estats Units a l'estat de Carolina del Sud. Segons el cens del 2000 tenia 65 habitants.

## Demografia
Segons el cens del 2000, Princeton tenia 65 habitants, 30 habitatges i 18 famílies. La densitat de població era de 33,5 habitants/km².
Dels 30 habitatges en un 20% hi vivien nens de menys de 18 anys, en un 56,7% hi vivien parelles casades, en un 0% dones solteres, i en un 36,7% no eren unitats familiars. En el 30% dels habitatges hi vivien persones soles el 16,7% de les quals corresponia a persones de 65 anys o més que vivien soles. El nombre mitjà de persones vivint en cada habitatge era de 2,17 i el nombre mitjà de persones que vivien en cada família era de 2,63.
Per edats la població es repartia de la següent manera: un 10,8% tenia menys de 18 anys, un 3,1% entre 18 i 24, un 32,3% entre 25 i 44, un 29,2% de 45 a 60 i un 24,6% 65 anys o més.
L'edat mediana era de 49 anys. Per cada 100 dones de 18 o més anys hi havia 132 homes.
La renda mediana per habitatge era de 53.750 $ i la renda mediana per família de 53.750 $. Els homes tenien una renda mediana de 43.750 $ mentre que les dones 31.250 $. La renda per capita de la població era de 25.769 $. Cap de les famílies estaven per davall del llindar de pobresa.

## Poblacions més properes
El següent diagrama mostra les poblacions més properes.